# Sors László
Sors László (Budapest, 1969. január 18. –) magyar jogász, államtitkár, 2018-tól 2021-ig a NAV vezetője.

## Életpályája
1988 és  1991 között a BRFK különböző szervezeti egységeinél volt járőr.
1994-ben végzett a  Rendőrtiszti Főiskola bűnügyi szakán, majd 1996-ban a Pénzügyi és Számviteli Főiskolán (szakközgazda képzés, vállalkozás szakirány). 1994. június 1-jétől 1996. november 30-ig a BRFK Vizsgálati Főosztály Gazdaságvédelmi Osztálynak vizsgálójaként dolgozott. 1996. december 1-jétől 1999. január 31-ig a munkahelye a ORFK Központi Bűnüldözési Igazgatóság, majd jogutód szerve, az
ORFK Szervezett Bűnözés Elleni Igazgatóság volt. 1999. február 1-jétől 2005. július 1-jéig az APEH Bűnügyi Igazgatóságánál illetve jogutódainál dolgozott. 2001-ben végzett az ELTE Állam- és Jogtudományi Karán. A közgazdasági szakvizsgát 2002-ben, a jogi szakvizsgát 2005-ben tette le. 2006. február 1-jétől 2010. július 15-ig ügyvédként dolgozott (Sors Ügyvédi Iroda).
2010. július 16-tól 2010. december 31-ig a Vám- és Pénzügyőrség bűnügyi főigazgatója volt. 2011. január 1-jétől ő a  Nemzeti Adó- és Vámhivatalban a  bűnügyi elnökhelyettes.
2018 májusában Varga Mihály pénzügyminiszter Sors Lászlót javasolta Orbán Viktor miniszterelnöknek a Nemzeti Adó- és Vámhivatalt (NAV) vezető államtitkári tisztség betöltésére. A köztársasági elnök Sors Lászlót 2018. június 13-ai hatállyal a Pénzügyminisztérium államtitkárává nevezte ki.
Sors László helyett 2021. július 8-ától Vágujhelyi Ferenc vezeti a Nemzeti Adó- és Vámhivatalt.
„Vezetése alatt uniós szinten is példaértékű újításokat vezetett be az adóhivatal. Idén már 5,5 millió ember helyett készítették el az szja-bevallást, a gazdasági fehéredésében megelőztük Németországot és Ausztriát, erősödött a szolgáltató és ügyfélbarát működés” – írta róla  Varga Mihály pénzügyminiszter.